# Albina (okręg Vaslui)
Albina – wieś w Rumunii, w okręgu Vaslui, w gminie Ivănești. W 2011 roku liczyła 3 mieszkańców.